# Faramea platyneura
Faramea platyneura är en måreväxtart som beskrevs av Johannes Müller Argoviensis. Faramea platyneura ingår i släktet Faramea och familjen måreväxter. Inga underarter finns listade i Catalogue of Life.